# Pietro Bairo
Pietro Bairo (Bairo, 1468 – Torino, 1558) è stato un medico italiano.

## Biografia
Nato a Bairo, presso Ivrea, dal paese di nascita prese il cognome con il quale egli è rimasto conosciuto, ma il suo cognome reale sarebbe stato De Monte o De Micheli: negli Statuta vetera, et nova sacri venerandique collegii D. D. phylosophorumet medicorum Augustae Civitatis Taurini è citato come «Petrus de Monte a Bayro prothomedicus serenissimi Caroli ducis Sabaudiae», mentre il vescovo Chiesa nella Corona Reale di Savoia scrive che «in Bairo nacque Pietro de Michaeli, che dalla patria Bairo si chiamò», affermazione da lui ripetuta nel Catalogo degli scrittori piemontesi.
Fu mantenuto agli studi dal vescovo di Mondovì, il marchese Amedeo di Romagnano, e nel 1493 si laureò in medicina nell'Università di Torino sotto un professore allora celebre, Pantaleone da Confienza. In questa Università, nel 1494 fu nominato professore per divenire poi, a testimonianza della fama e del valore riconosciutogli nella sua professione, medico del duca Carlo Giovanni Amedeo di Savoia e di Carlo III.
Tra i suoi allievi si contano Guglielmo Provana, Girolamo Stroppiana e Pietro Antonio Cacherano. Morì novantenne a Torino nel 1558 e fu sepolto in Duomo, dove tuttora è ricordato da una lapide.
Tra le varie ricette attribuite a Pietro Bairo vi è quella di un distillato di trentasei erbe rare ed il Cardamomo (pianta aromatica che cresce solo in India). 
La Buton produsse un Amaro simile il “Dom Bairo” poi modificato in “Don Bairo”, pubblicizzato da una nota serie di spot di  Paolo Piffarerio, Le avventure di Cimabue, piuttosto diffuso negli anni settanta.

## Scritti
- Novum ac perutile opusculum de pestilentia, et de curatione eiusdem per utrumque regimen, praeservativum scilicet, et curativum, Taurini 1507
- Lexypiretae perpetuae quaestionis, et annexorum solutio, de nobilitate facultatis medicae; utrum medicina et philosophia nobiliores sint, et digniores utroque iure, scilicet civili, et canonico, quomodove incedere, et incivem praecedere debeant, Taurini 1512
- De medendis humani corporis malis Enchiridion vulgo "Veni mecum" dictum, Taurini 1512
- Segreti Medicinali di Pietro Bairo da Turino, Turino 1584
- De Morbo Gallico, Venetiis 1566